# András Sallay
Dans le nom hongrois Sallay András, le nom de famille précède le prénom, mais cet article utilise l’ordre habituel en français András Sallay, où le prénom précède le nom.
András Sallay, né le 15 décembre 1953 à Budapest, est un patineur artistique hongrois qui concourait en danse sur glace avec Krisztina Regöczy.

## Biographie

### Carrière sportive
Il remporte notamment la médaille d'argent lors des Jeux olympiques d'hiver de 1980 se déroulant à Lake Placid aux États-Unis. La même année il remporte le titre de champion du monde ainsi que celui de vice-champion d'Europe pour la deuxième fois. Il a gagné le championnat de Hongrie à neuf reprises.

## Palmarès
| Compétitions            | 1970 | 1971 | 1972 | 1973 | 1974 | 1975 | 1976 | 1977 | 1978 | 1979 | 1980 |  |  |  |  |  |  |  |  |  |
| Jeux olympiques d'hiver |      |      | -    |      |      |      | 5e   |      |      |      | 2e   |  |  |  |  |  |  |  |  |  |
| Championnats du monde   |      |      |      | 13e  | 6e   | 6e   | 4e   | 4e   | 3e   | 2e   | 1er  |  |  |  |  |  |  |  |  |  |
| Championnats d'Europe   | 13e  | 14e  | 11e  | 10e  | 7e   | 6e   | 4e   | 2e   | 3e   | 3e   | 2e   |  |  |  |  |  |  |  |  |  |
| Championnats de Hongrie |      |      | 1er  | 1er  | 1er  | 1er  | 1er  | 1er  | 1er  | 1er  | 1er  |  |  |  |  |  |  |  |  |  |
|                         |      |      |      |      |      |      |      |      |      |      |      |  |  |  |  |  |  |  |  |  |